# 1611 en science
| Années de la science : 1608 - 1609 - 1610 - 1611 - 1612 - 1613 - 1614    |
| Décennies de la science : 1580 - 1590 - 1600 - 1610 - 1620 - 1630 - 1640 |

Cet article présente les faits marquants de l'année 1611 en science.

## Événements
- 9 mars : l'astrophysicien allemand Christoph Scheiner et son élève le père Jean-Baptiste Cysat observent les taches solaires à Ingolstadt[1].
- 11 mars : Galilée avance dans une lettre que les planètes ne font que réfléchir la lumière du soleil[2].
- 29 mars : le cardinal Maffeo Barberini (futur Urbain VIII) invite Galilée à présenter ses découvertes au Collège pontifical de Rome et à la jeune Académie des Lyncéens[3].
- 24 avril : les mathématiciens du Collège romain confirment au cardinal Bellarmin que les observations de Galilée sont exactes[4].
- 25 avril : adhésion de Galilée à l'Académie des Lyncéens[5].
- 11 juin : entrée en service du phare de Cordouan[6].
- 13 juin : Johannes Fabricius est le premier à publier une description détaillée des taches solaires qu'il a observé le 9 mars[7].

- Johannes Kepler décrit la lunette astronomique à deux verres convexes dans sa Dioptrique[8].
- Johannes Kepler, le premier, utilise le mot « satellite » pour désigner les lunes galiléennes dans son ouvrage Narratio de Observatis Quatuor Jovis Satellibus[9].
- Conjecture de Kepler sur l'empilement optimal des sphères publiée dans son ouvrage en latin Le Flocon de neige à six branches[10].

## Publications

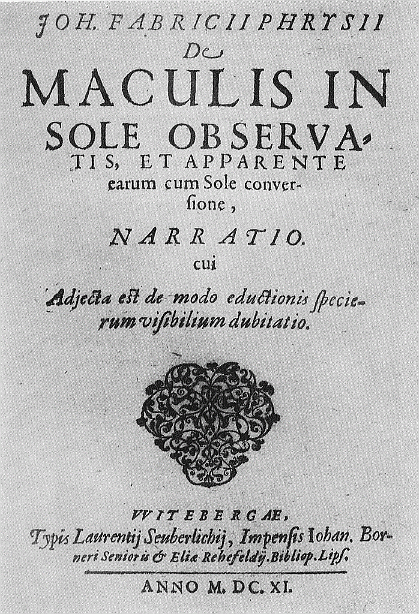
Maculis in Sole Observatis

- Pietro Cataldi : Transformatione geometrica, 1611 ;
- Salomon de Caus : La Perspective avec la raison des ombres et miroirs, Londres, J. Norton, 1611 Architectura - Les livres d'Architecture ;
- Didier Dounot : Confutation de l'invention des longitudes ou de la Mécométrie de l'Eymant. Cy devant mise en lumière sous le nom de Guillaume de Nautonier de Castelfranc, sieur de Castel-Franc en Haut-Languedoc, Paris, F. Huby, 1611 ;
- Johannes Kepler :
  - Narratio de Observatis Quatuor Jovis Satellibus,
  - Dioptricae, 1611,
  - Strena seu de nive Sexangula, Frankfurt, Jos. Tampach 1611.
- Francesco Maurolico : Photismi de lumine et umbra, 1611, posthume. Ce livre traite de la réfraction de la lumière et tente d'expliquer l'arc-en-ciel ;
- Metius : Arithmeticæ et geometriæ practica, 1611 ;
- Adrien Romain : Des feux d'artifice : Pyrotechnia, hoc est, De ignibvs festivis, iocosis, artificialibvs et seriis, variisqve eorum structuris, libri dvo. Ex scriptoribus latinis, italis, et germanis collecti, & in methodum succinctam redacti. In gratiam eorum, qui hisce artibus iucundi spectaculi caussa delectantu, Prostat in Officina Paltheniana, Francfort, 1611.

- Caspar Bartholin le Vieux : Anatomicae Institutiones Corporis Humani, premier manuel d'anatomie décrivant les trajets du nerf olfactif ;
- Guido Guidi : De anatome corporis humani libri VII, 1611, Giunta, Venise, posthume. Traité d'anatomie.

- Johannes Fabricius : Maculis in Sole Observatis et Apparente earum cum Sole Conversione Narratio ("Narration de taches observées sur le Soleil et de leur apparente rotation avec le Soleil", observation des taches solaires[7].

## Naissances
- 28 janvier : Johannes Hevelius (mort en 1687), astronome allemand et polonais, fondateur de la topographie lunaire. Il a découvert la libration en longitude de la Lune.
- 1er mars : John Pell (mort en 1685), mathématicien anglais. Il s'est intéressé aux équations diophantiennes.
- 20 septembre : Georg Markgraf (mort en 1644), naturaliste allemand, explorateur notamment du Brésil.

- Willem Piso (mort en 1678), médecin et naturaliste néerlandais qui a conduit une mission d'exploration scientifique au Brésil avec Georg Markgraf.
- Gaston de Renty (mort en 1649), mathématicien français.
- Thomas Urquhart (mort vers 1660), écrivain, traducteur et statisticien écossais.

## Décès

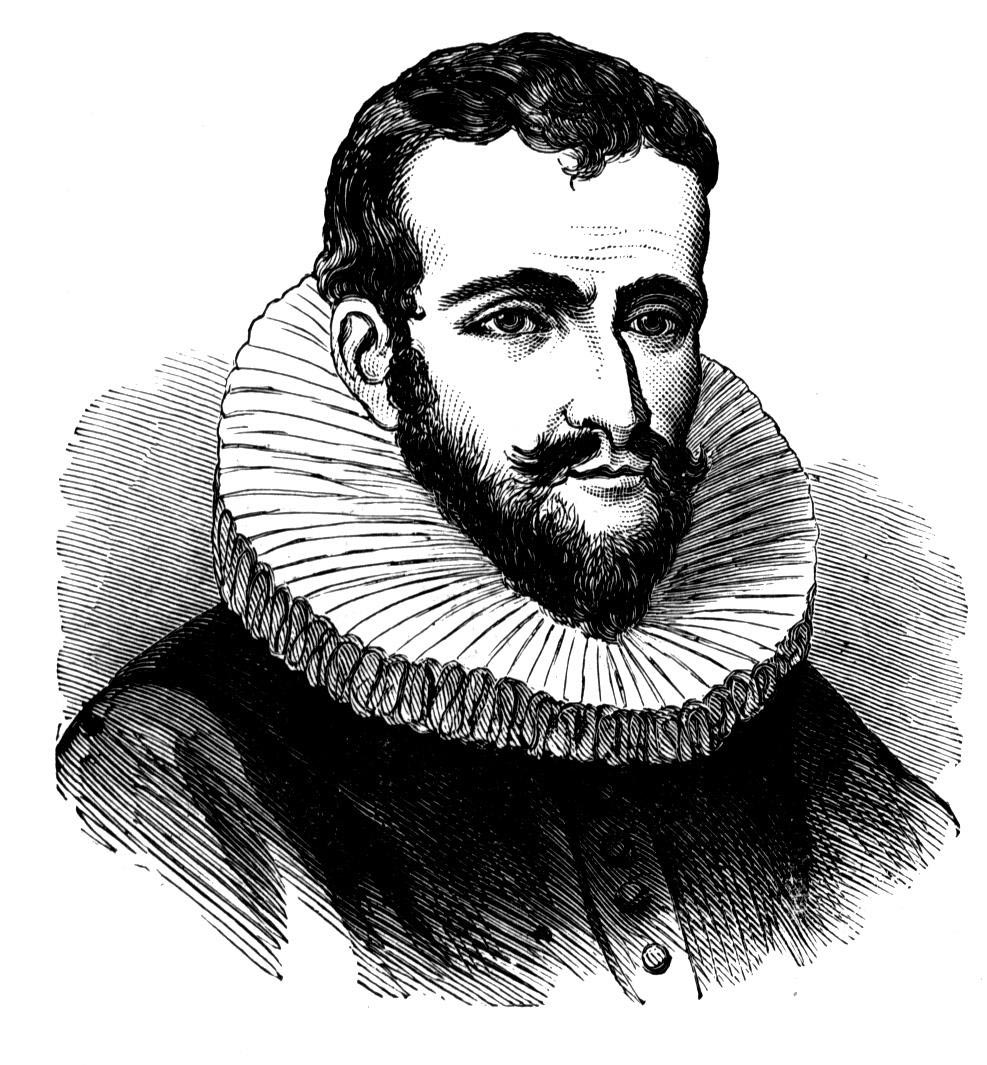
Henry Hudson

- 19 mai : Zhu Zaiyu (né en 1536), mathématicien, physicien, chorégraphe et musicien  chinois.
- Après le 21 juin : Henry Hudson (° probablement 1570), explorateur anglais. Il a recherché le passage du Nord-Ouest. Il a découvert la baie d'Hudson.
- vers 1611 : Ibn Hamza al-Maghribi, mathématicien musulman d'origine algérienne.